# Antea
Die Antea ist ein französisches Forschungsschiff. Das Schiff ist als Katamaran gebaut.

## Allgemeines
Das Schiff des Institut de recherche pour le développement wurde 1995 unter der Baunummer 77 auf der Werft OCEA Transport in Saint-Nazaire gebaut und Anfang 1996 in Dienst gestellt. Es wird vom Forschungsinstituts Ifremer insbesondere im Atlantischen Ozean und dem Mittelmeer eingesetzt. Bereedert wird es von Genavir. Das Schiff kann etwa 18 Tage auf See bleiben.

## Technische Daten und Ausstattung
Der Antrieb erfolgt durch zwei Vierzylinder-Dieselmotoren des Herstellers Volvo Penta mit jeweils 970 kW Leistung. Die Motoren wirken auf zwei Verstellpropeller. Das Schiff erreicht eine Geschwindigkeit von 11 kn.
Für die Stromerzeugung stehen zwei Dieselgeneratoren mit jeweils 156 kW Leistung (195 kVA Scheinleistung) zur Verfügung.
Das Schiff ist mit Sonar und Echolot sowie verschiedenen Geräten für die Fischerei- und Meeresforschung ausgerüstet. Das Schiff verfügt über einen schwenkbaren Heckgalgen, der 5 t heben kann. Außerdem befindet sich je ein Kran im Vorschiffs- und Achterschiffsbereich. An Deck befinden sich verschiedene Winden.
Das Schiff ist mit einem Festrumpfschlauchboot ausgerüstet, das als Arbeitsboot dient. An Deck kann ein 20-Fuß-Container mitgeführt werden.